# Aynur Elgunesh
Aynur Elgunesh, en azéri : Aynur Elgünəş, née Aynur Telman qızı Qəmbərova le 29 mai 1975 à Ağdam, est une journaliste indépendante et une prisonnière politique azerbaïdjanaise. De 2005 à 2014, elle travaille pour des journaux renommés tels que Gündəlik Azərbaycan (Quotidien Azerbaïdjan), Yeni Müsavat (Nouvelle égalité), Azadliq (Liberté) et Bizim Yol (Notre Chemin). Depuis avril 2014, elle travaille pour Meydan TV où elle occupe le poste de rédactrice en chef.
Le 6 décembre 2024, elle est arrêtée, officiellement dans le cadre d'une affaire pénale engagée contre des journalistes de Meydan TV. Le 8 décembre, le tribunal du district de Xətai ordonne sa détention préventive. Elle et d'autres détenus dans cette affaire sont inculpés en vertu de l'article 206.3.2 du Code pénal azerbaïdjanais (trafic commis par un groupe de personnes après s'être préalablement concertées). Aynur Elgunesh nie les accusations et lie sa détention à ses activités professionnelles de journaliste.
Plusieurs organisations locales et internationales de défense des droits humains ont condamné l'arrestation d'Aynur Elgunesh, la qualifiant de politique, et ont exhorté les autorités azerbaïdjanaises à la libérer immédiatement.
En 2025, Aynur Elgunesh reçoit le Prix de la Fondation internationale des femmes dans les médias.